# 四洼乡
四洼乡，是中华人民共和国四川省阿坝藏族羌族自治州阿坝县下辖的一个乡。

## 行政区划
四洼乡下辖以下地区：
下四洼村、上四洼村和纳休村。